# MTV-82
MTV-82（ロシア語: МТВ-82）は、かつてソビエト連邦（ソ連）各地の路面電車で使用されていた電車。ソ連における第二次世界大戦後初の新造路面電車車両で、1947年から1961年まで2,100両以上の大量生産が行われた。形式名のMTV-82は「82番軍事工場で設計されたモスクワ（Москва́）向け路面電車車両」という意味である。

## 概要

### 開発までの経緯
第二次世界大戦終戦後のソビエト連邦（ソ連）各地の路面電車では、戦時中の酷使により荒廃した車両・施設の復旧や、急増する利用客への対応が大きな課題となっていた。首都・モスクワを走るモスクワ市電も例外ではなく、終戦直後から既存の車両の修繕や近代化が急ピッチで行われる一方、1945年5月以降ソコルニキ自動車修理工場（Сокольнический вагоноремонтно-строительный завод）の主導の元、輸送力の大きい新型ボギー車の開発が始まった。1946年7月に開催された技術者による会議によってソコルニキ自動車修理工場が台車や台枠の製造を、82番軍事工場（автозаводе №82）で車体の製造および最終組み立てを実施する事が決定し、翌1947年に最初の車両が完成した。これがMTV-82である。

### 構造
車体片側に運転台を、右側面の前後に折戸式乗降扉を有するMTV-82の車体は、車両開発を迅速に行うため1946年から82番軍用工場で量産が行われていたトロリーバスのMTB-82を基に設計が行われ、ボルトで固定された前面・後部・屋根・車体の合計11個のセクションで構成されていた。運転台から開閉操作が可能な乗降扉は2枚折戸式で、車体の右側面の前後に設置されていた。防寒対策のため窓は三重ガラスになっていた他、車内には電気ヒーターが8個搭載されていた。座席はクッションが内蔵された革張り構造が採用され、当時主流だった木製の硬い座席と比較して快適性が向上した。
初期の車両の台車には、戦前製のボギー車の近代化を目的に開発された2DSA形（2ДСА）が用いられ、主電動機は輪軸に直接吊り掛けられている吊り掛け駆動方式が採用された。しかし、吊り掛け駆動方式はメンテナンス面で有利な反面重量過多やエネルギー損失の面で不利であった事から、1948年以降はモスクワのディナモ工場（"Динамо"）が手掛けたDK-255形主電動機（ДК–255）を台車枠に固定し、自在継手や歯車を介して動力を伝達する直角カルダン駆動方式に対応した改良型の2DSB形台車（2ДСБ）が使用されるようになった。
製造当初の車両は集電装置に菱形パンタグラフを用いた一方、大多数の車両にはビューゲルが搭載された。運転台からの速度制御については、この集電装置から供給された電流を制御器で操作する直接制御方式が使われていた。

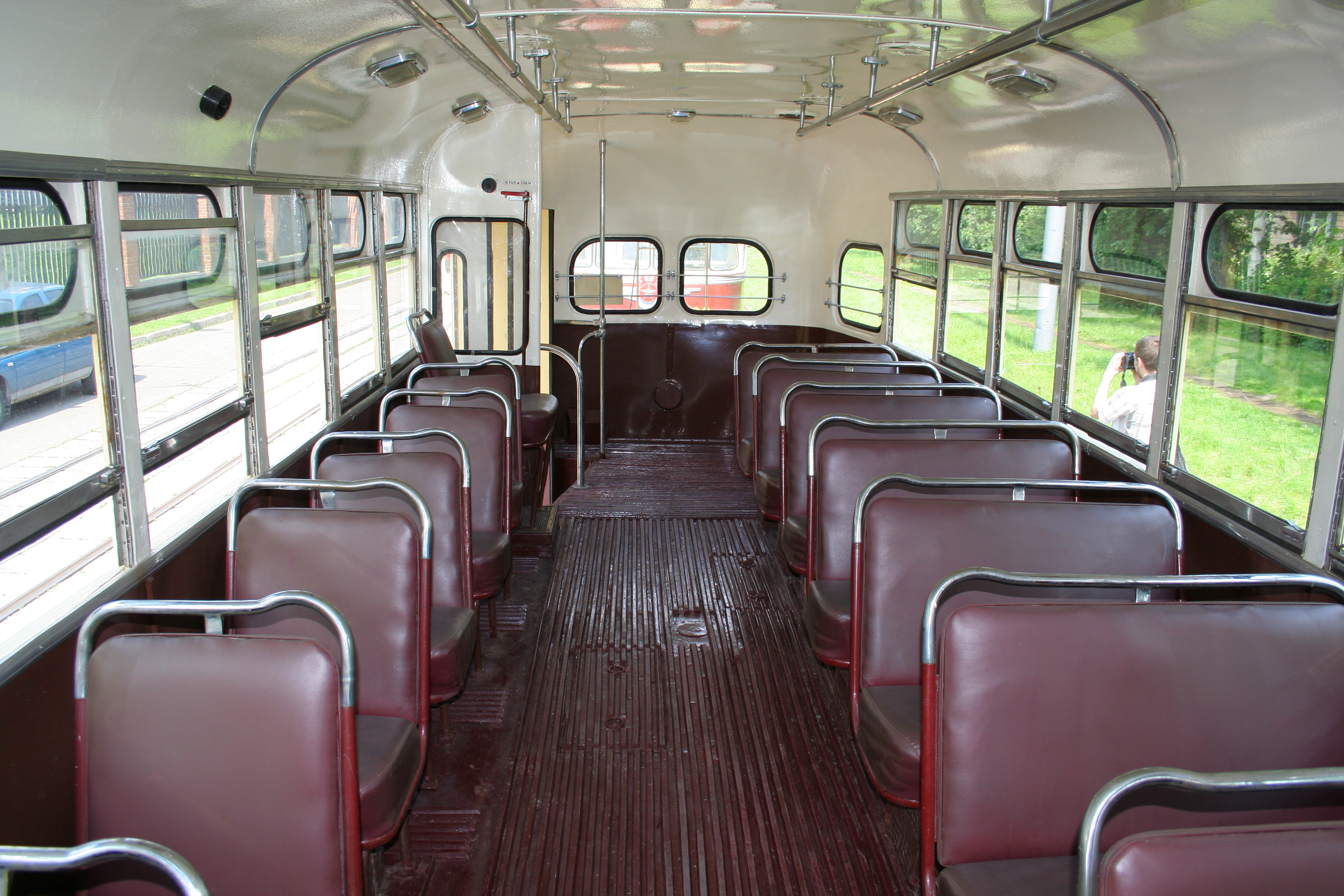
車内（MTV-82）

## 運用
MTV-82は1947年から製造が開始され、同年2月からモスクワ市電のN25号線で営業運転を開始した。だが、2,550 mmの車体幅を含めた寸法が従来の車両と比べて大きかったため、モスクワ市電では戦前に大型ボギー車のM-38が導入されていた系統（N1、N18、N52）でしか走行する事が出来なかった。そこで、同年夏以降82番軍事工場では車体の前後を狭める事で車両限界が狭い系統への導入を可能とし、座席配置等の設計変更も施した車両に製造を切り替え、モスクワ800周年記念に合わせて市電の各系統で運行を開始した。これに伴い、初期の車両については「MTV-82A（МТВ-82А）」として区別される場合もある。
1948年からは改良型の2DSB形台車やDK-255形主電動機の量産が始まり、同年以降に製造されたMTV-82は順次台車や主電動機がこちらに改められた。一方、同年にはリガに工場を有するリガ車両製作工場への生産拠点の移行が始まり、同年10月の試作車に続き1949年から各都市の路面電車へ向けての量産が始まった。モスクワ市電はその後も82番軍事工場製の車両を導入していたが、翌1950年をもって同工場での生産は終了した。リガ車両製作工場での量産は後継車であるRVZ-6の量産が本格化した1961年6月まで続き、両工場を合わせた総生産数は2,160両（82番軍事工場製：453両、リガ車両製作工場製：1,707両）となった。
計494両が導入されたモスクワ市電では、1959年以降MTV-82よりも高性能かつ高度な技術を有したチェコスロバキア（現：チェコ）の路面電車車両であるタトラカーの導入が始まった。その影響でMTV-82は各地の路線への転属が行われ、戦前から使用されていた旧型電車を置き換えた。だが、その一方でタトラカーの増備や路線廃止によって余剰となった車両の廃車も始まり、初期に導入された幅広の車両（MTV-82A）は1960年代前半までに全車廃車され、残された車両もタトラT3の大量増備に伴い急速に引退が進んだ。最後の車両が営業運転から撤退したのは1981年3月であった。これらの車両の一部については、ズラトウースト、コロムナ、ノギンスク、プロコピエフスク、スモレンスクといった他都市の路面電車への譲渡も行われた。
モスクワ市電以外にもMTV-82はソ連各地の路面電車に向けて新造され、1956年に開業したハバロフスクの路面電車（ハバロフスク市電）のように開通に備えてMTV-82を導入した路線も多数存在した。また、オデッサ市電（オデッサ）を始め、ループ線が存在しない路線での運用に合わせて後方に運転台を、左側面に乗降扉を増設し両運転台仕様に改造された事例も存在した他、一部都市では主電動機や集電装置を撤去し付随車として使用された。だが、モスクワ市電からの譲渡車両を含め、これらの都市のMTV-82も1970年代から1980年代にかけて運用を離脱し、最後まで使用されていたオデッサ市電の両運転台車両は1989年をもって営業運転を終了した。ただし、その後も事業用車両に改造された車両が各地の路面電車路線で使用された他、2020年現在以下の車両が動態保存、もしくは走行可能な状態で在籍している。
- モスクワ市電：1278 - モスクワ市電（モスクワ）向けに1954年で製造され、1981年まで営業運転に使用された車両。製造当時の図面や写真を元に動態復元が行われた[11]。
- ニジニ・ノヴゴロド市電：547 - ゴーリキー市電（現：ニジニ・ノヴゴロド市電）（ニジニ・ノヴゴロド）向けに1955年に製造された車両。1977年に廃車されて以降は静態保存されていたが、1996年に動態復元が実施された。その際に一部座席がロングシートに交換されている。以降はニジニ・ノヴゴロド路面電車博物館（ロシア語版）で保存される傍ら、各種イベント時に市電の路線を走行している[12][13]。
- ハルキウ市電：055 - ハルキウ市電（ハルキウ）に在籍する車両、1952年製。844に改番（時期不明）され引き続き動態保存されていたがウクライナ侵攻による攻撃の被害を受け大破した事が確認されている[14]。
- ドネツィク市電：002 - ドネツィク市電（ドネツィク）の動態保存車両[15]。
- オデッサ市電：914 - オデッサ市電（オデッサ）に在籍する、車体後方がオープンデッキとなっているレトロ調のイベント用車両。MTV-82から1980年代に改造され、2013年から2018年にかけて大規模な修復工事が施されている[16][17]。

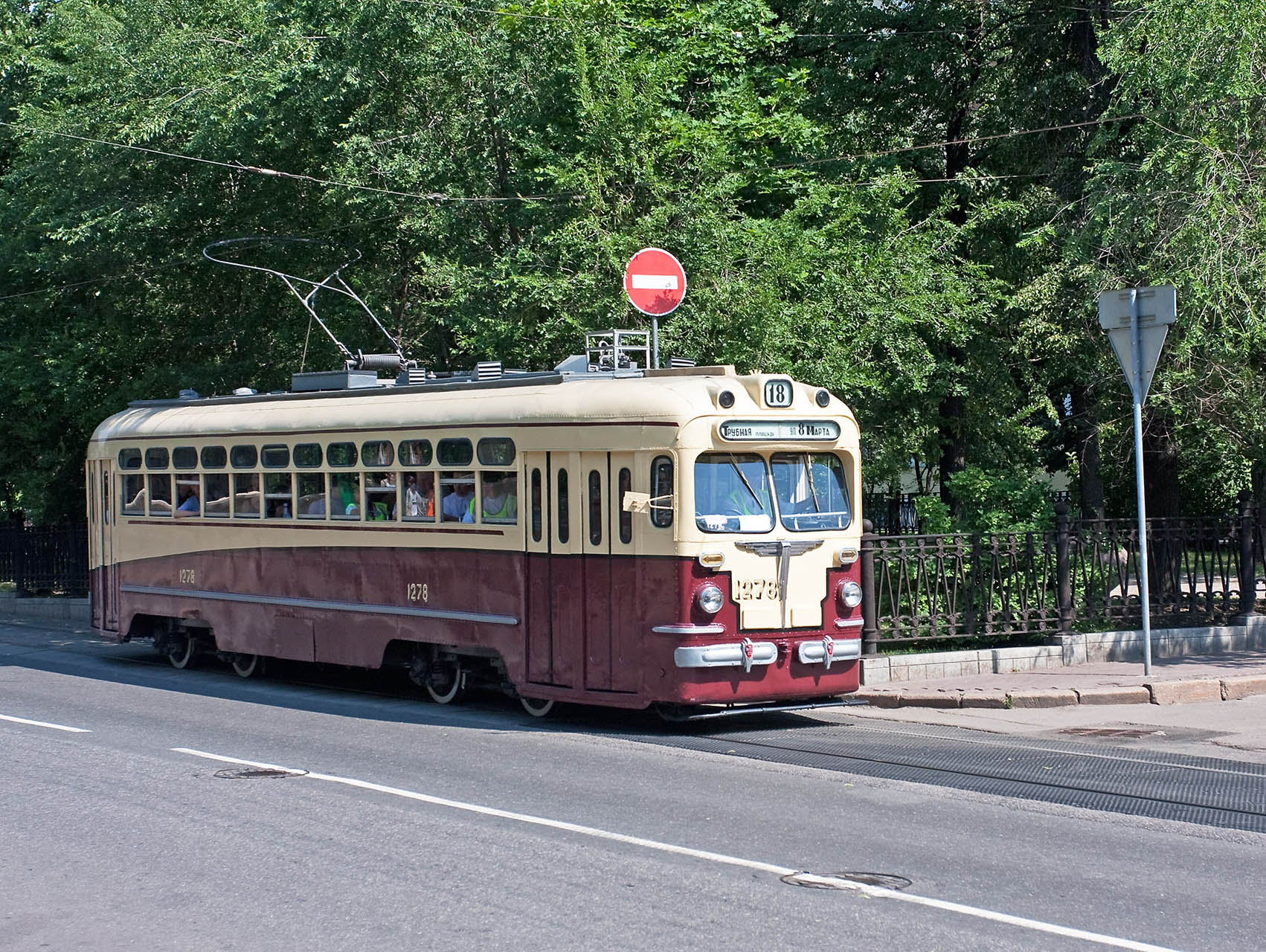
MTV-82（モスクワ）（2009年撮影）
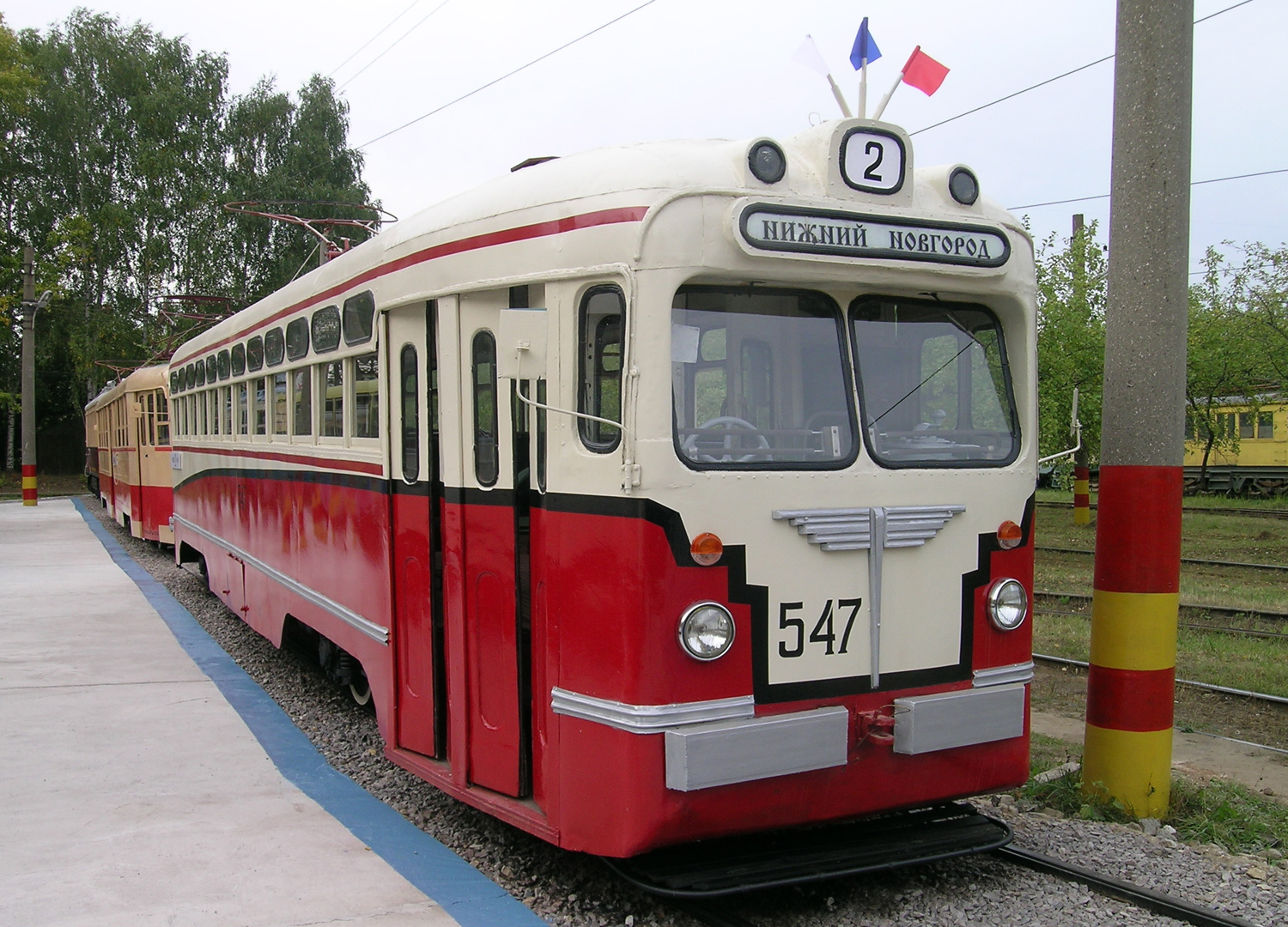
MTV-82（ニジニ・ノヴゴロド）（2005年撮影）
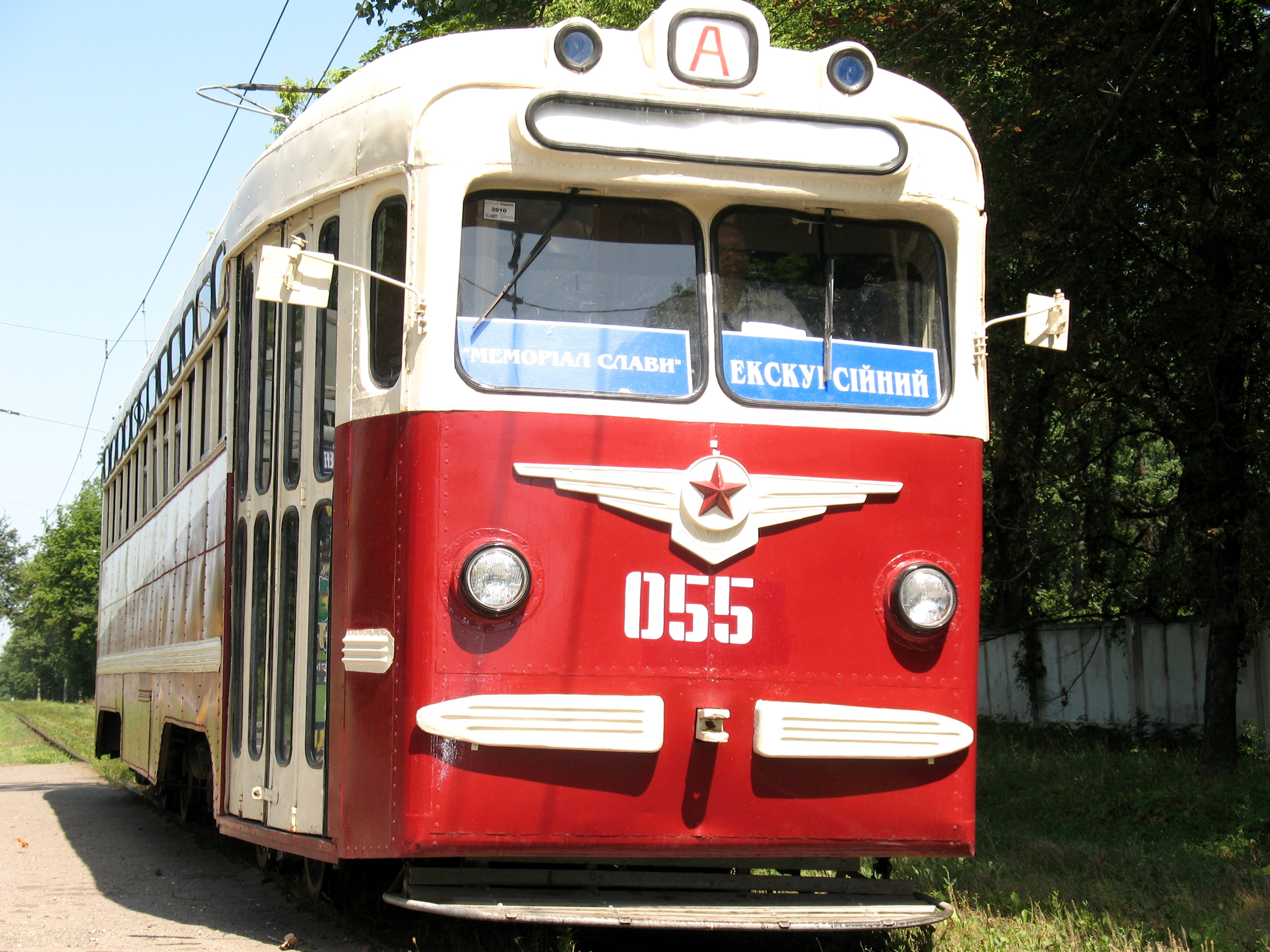
MTV-82（ハルキウ）（2010年撮影）
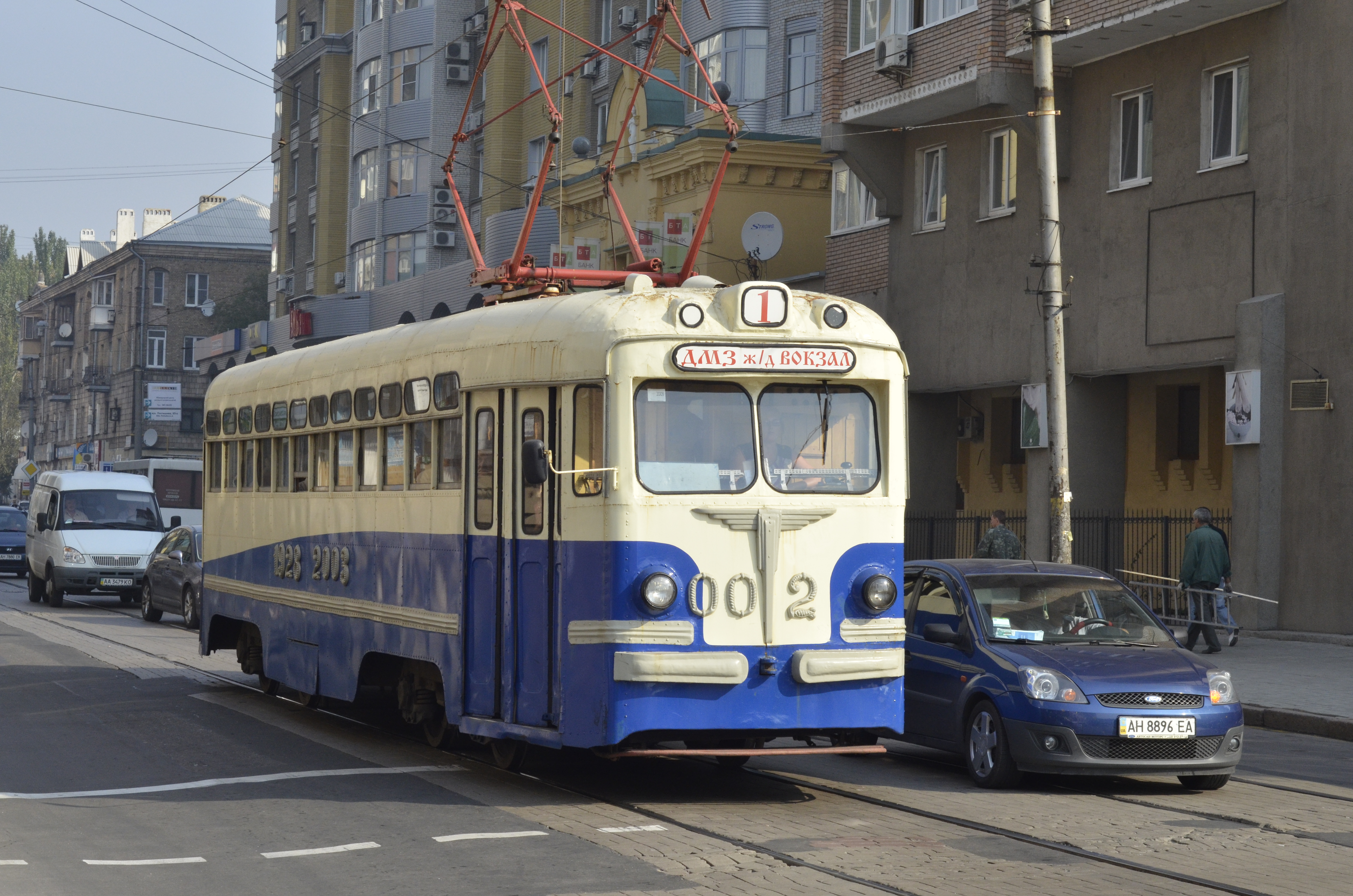
MTV-82（ドネツク）（2011年撮影）
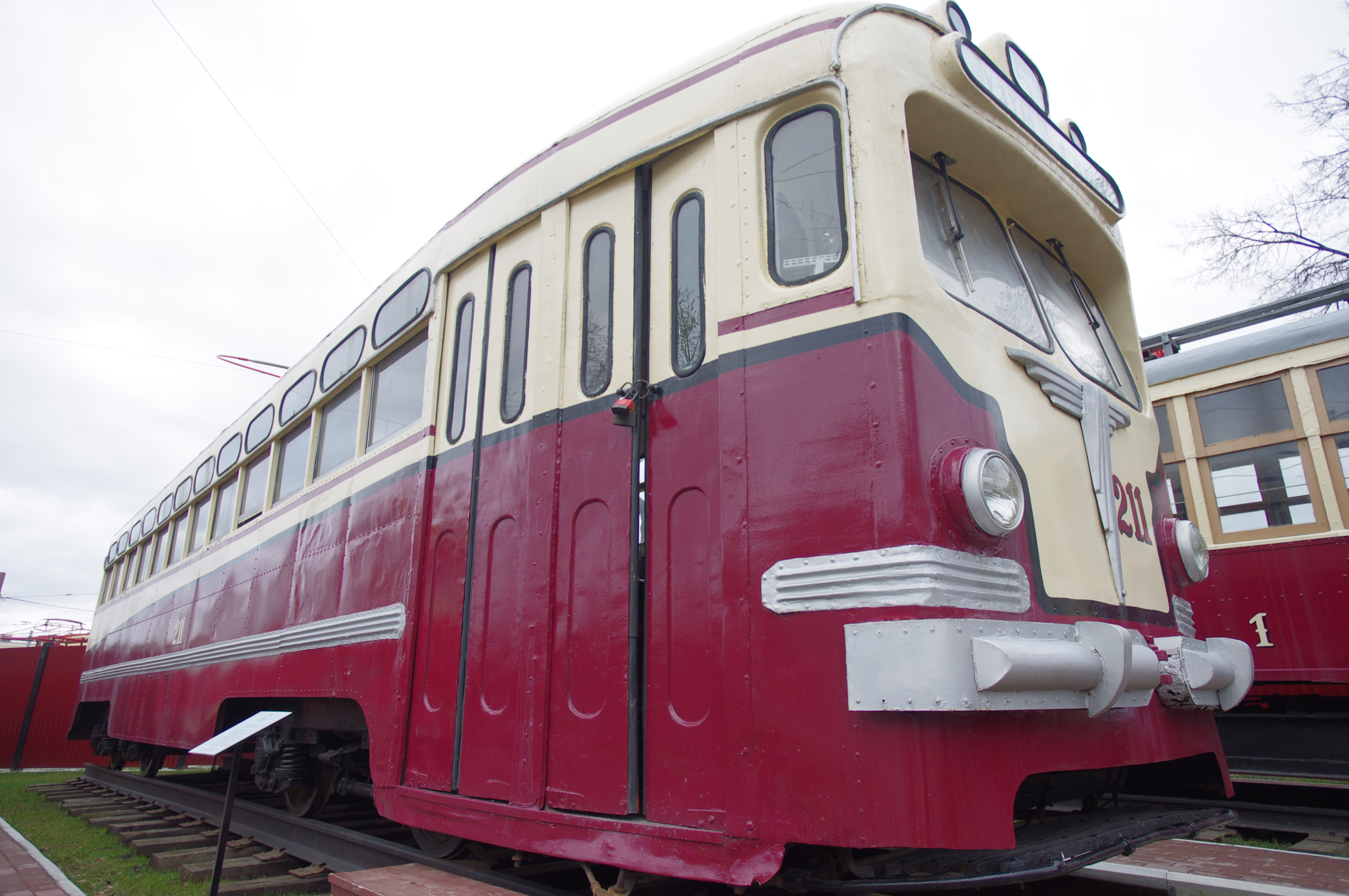
MTV-82（エカテリンブルク）（2014年撮影）
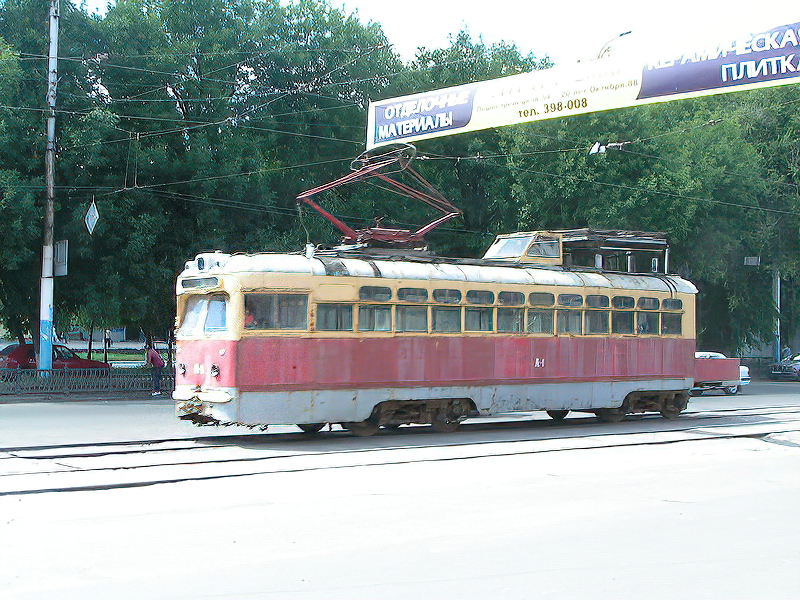
MTV-82を改造した架線作業車（ヴォロネジ）（2006年撮影）
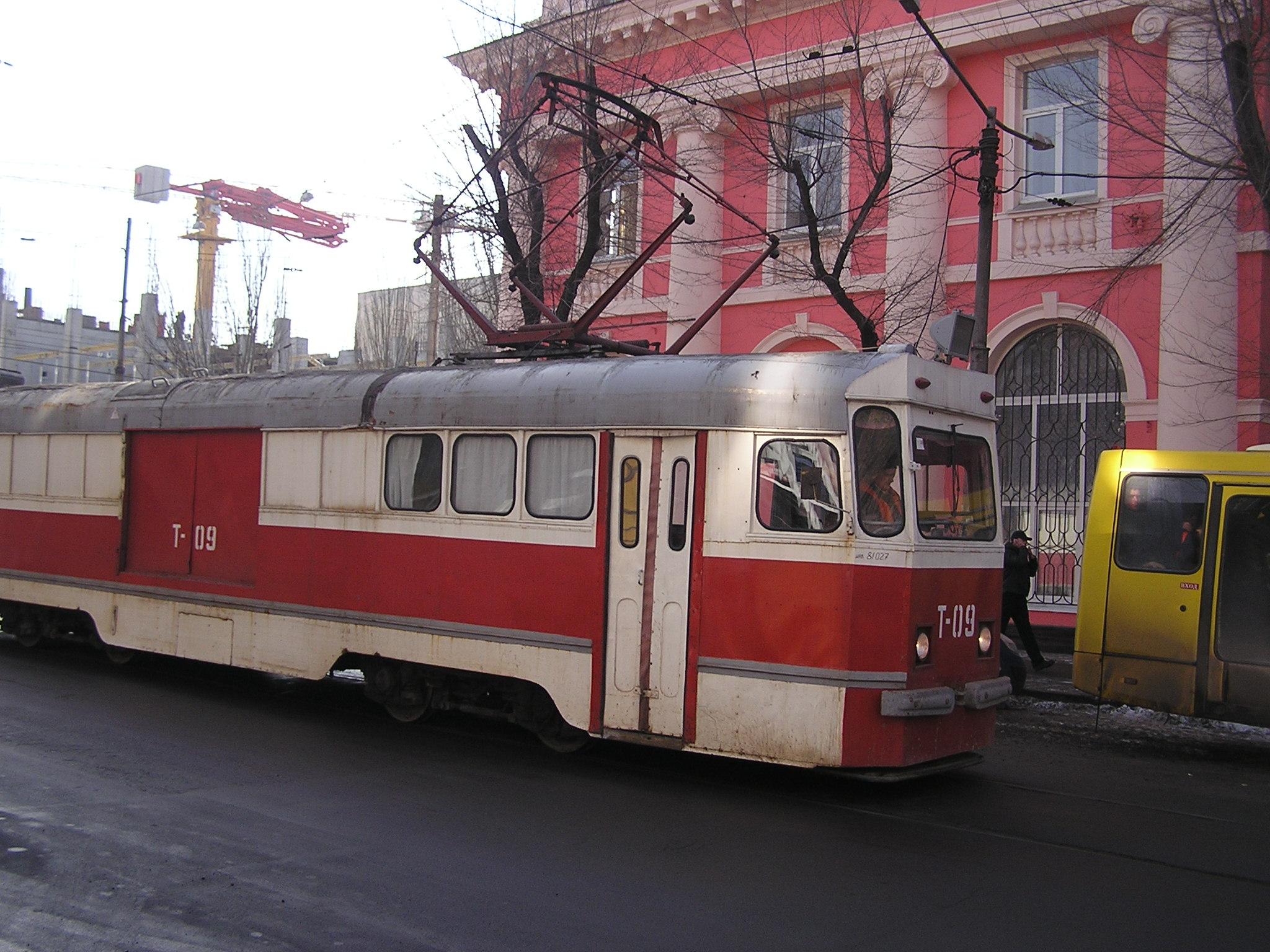
MTV-82を改造した事業用車両（ドネツク）（2006年撮影）
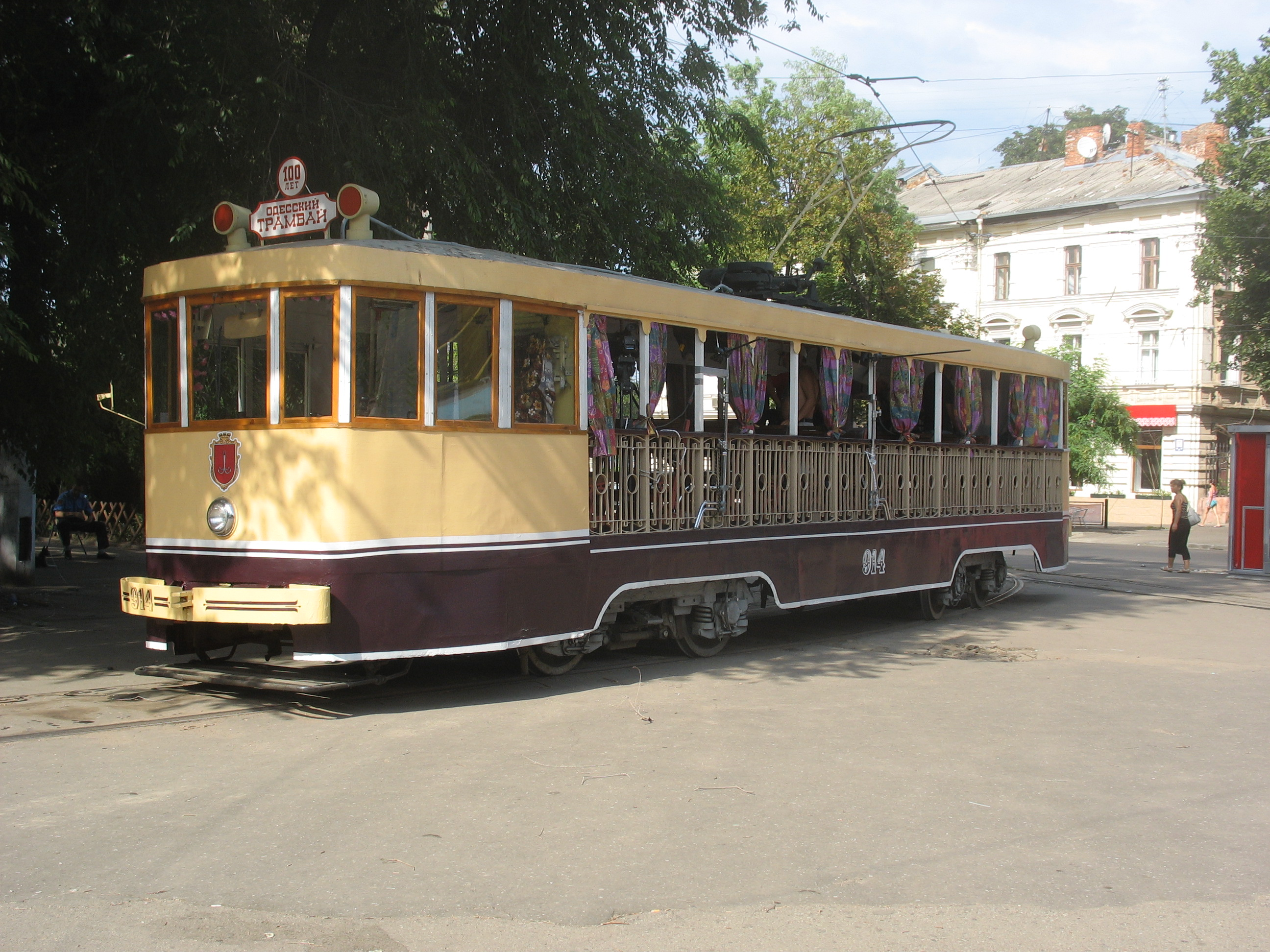
MTV-82を改造したレトロ調車両・914（オデッサ）（2010年撮影）

## 発展形式

### リガ車両製作工場製車両

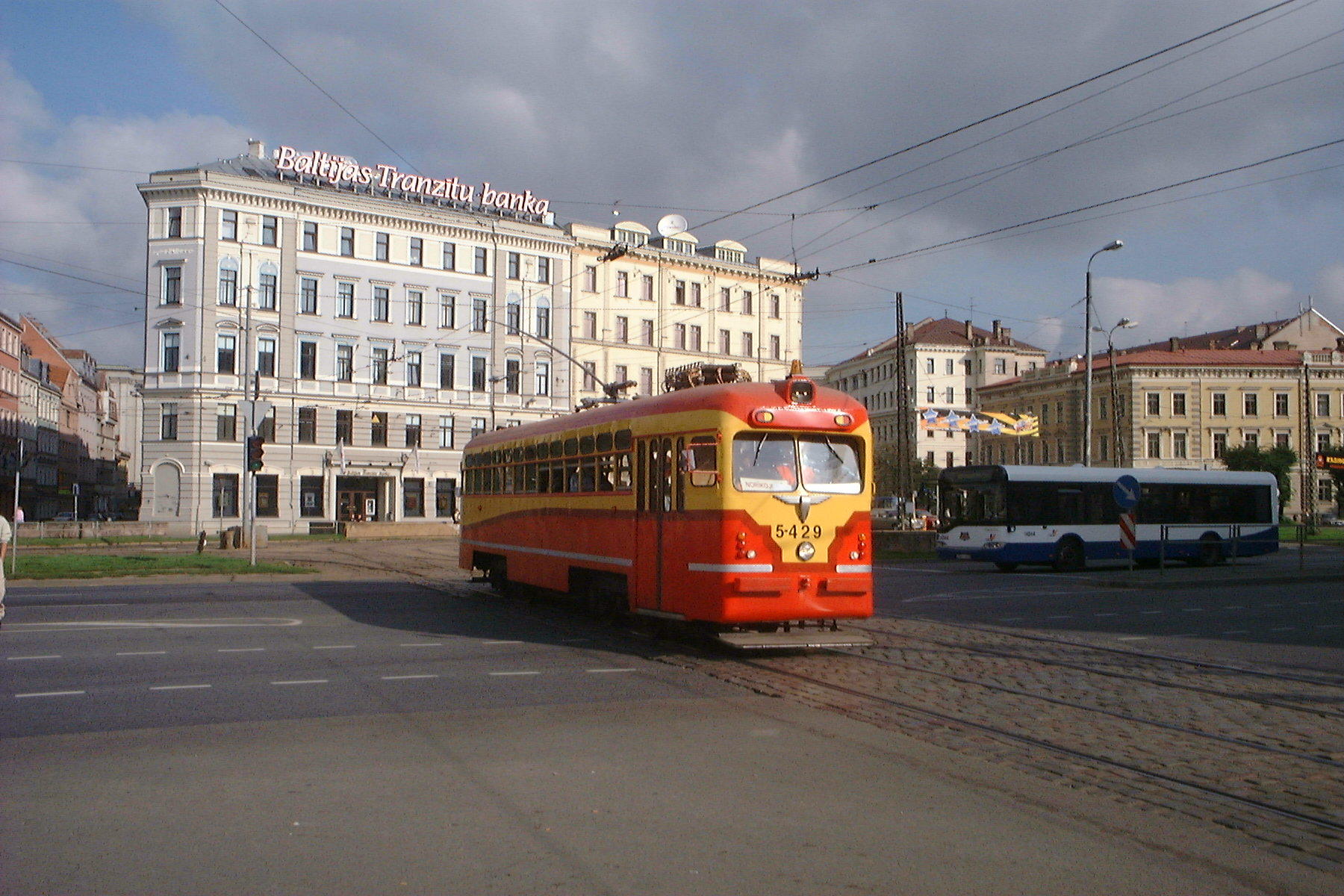
RM-56（2004年撮影）

リガ車両製作工場が工場を構えていたリガ市内には路面電車（リガ市電）の大規模な路線網が存在するが、1950年代当時、車両限界の影響から全幅2,550 mmのMTV-82の走行が困難な路線があった。そのため、同市電には車体幅を狭めた他、主電動機の数を2基に、座席を木製に、集電装置をポールに変更する等の設計の簡素化を実施したリガ市電専用の車種が多数作られる事となった。MTV-82の後継車両となるRVZ-6登場後も同様の設計方針の車両が製造され、タトラカーの導入が本格化する1970年代まで続いた。

### キーウ電気輸送工場製車両

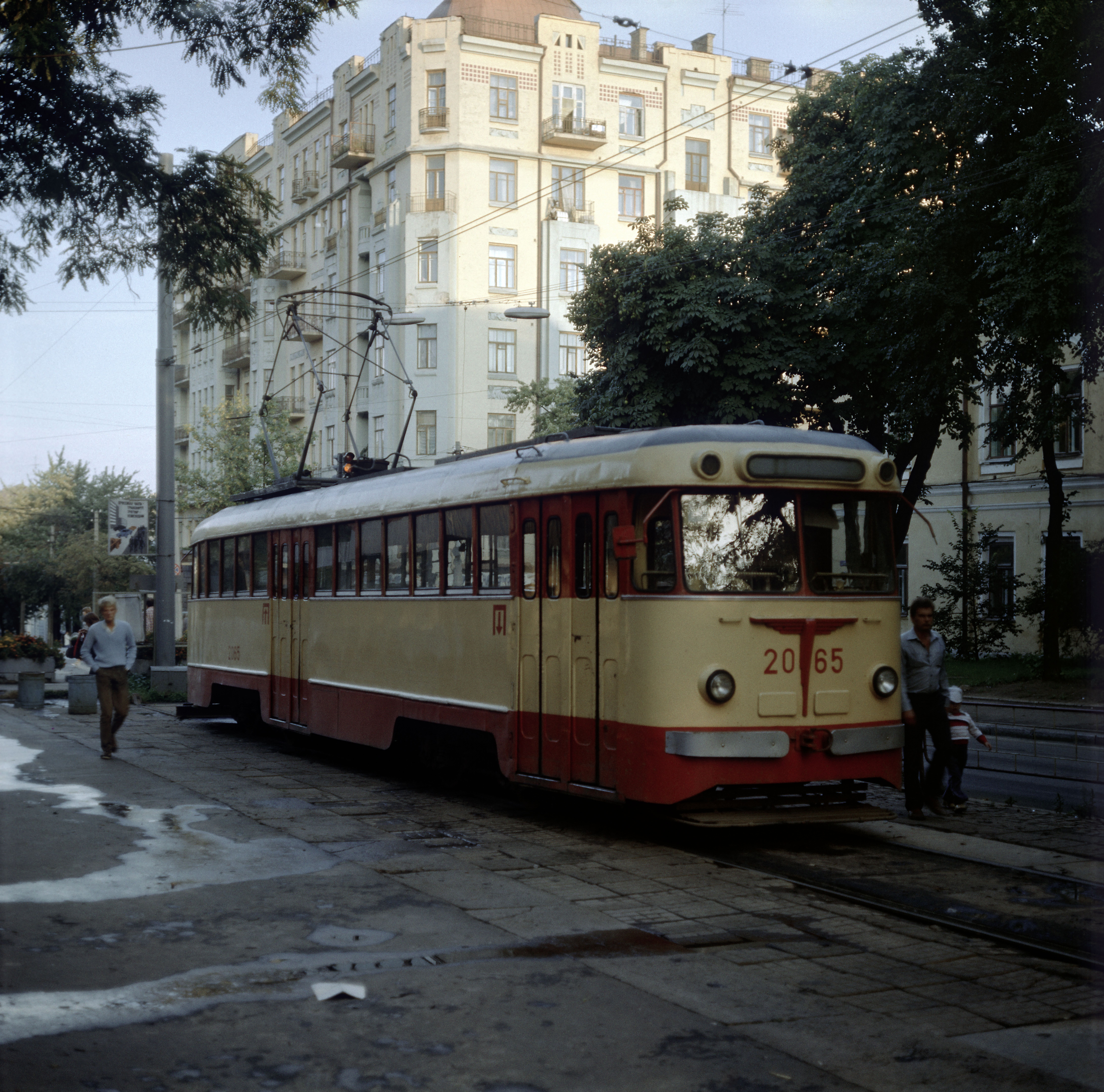
KTV-57（1986年撮影）

キーウ（キエフ）に工場を構えていたキーウ電気輸送工場（Киевский завод электротранспорта）では、1950年代から1960年代までMTV-82の車体構造や電気機器を基にした路面電車車両が多数製造され、キエフ市電を始めとする各地の路線で1980年代まで使用された。
- KTV-55（КТВ-55） - ループ線が存在する路線向けに製造された片運転台式の電動車。1955年から17両が製造され、うち7両は旧型車両の台枠を流用して作られた。
- KTP-55（КТП-55） - KTV-55と同時に製造された付随車。KTV-55に加えてMTV-82との連結運転も前提に設計された。1955年以降約100両が生産され、大半の車両はキエフ市電に導入された。
- KTV-56（КТВ-56）、KTP-56（КТП-56） - 1956年に1両ずつ試作された2軸車。試験運転で良好な成績を記録しながらも量産は行われなかった。
- KTV-57（КТВ-57） - ループ線が存在しない系統向けに設計された両運転台式の電動車。旧型車両や火災で焼失したKTV-55の台枠を用いて1955年 - 1959年、1965年 - 1968年に81両が作られた。製造当初はKTV-55-2と言う形式名であったが、1957年に変更されている。
- KTV-59（КТВ-59）、KTP-59（КТП-59） - 1959年以降製造されたKTV-55とKTP-55は側窓がバス窓から1段下降窓に変更され、形式名も改められた。